# Pegboard Nerds

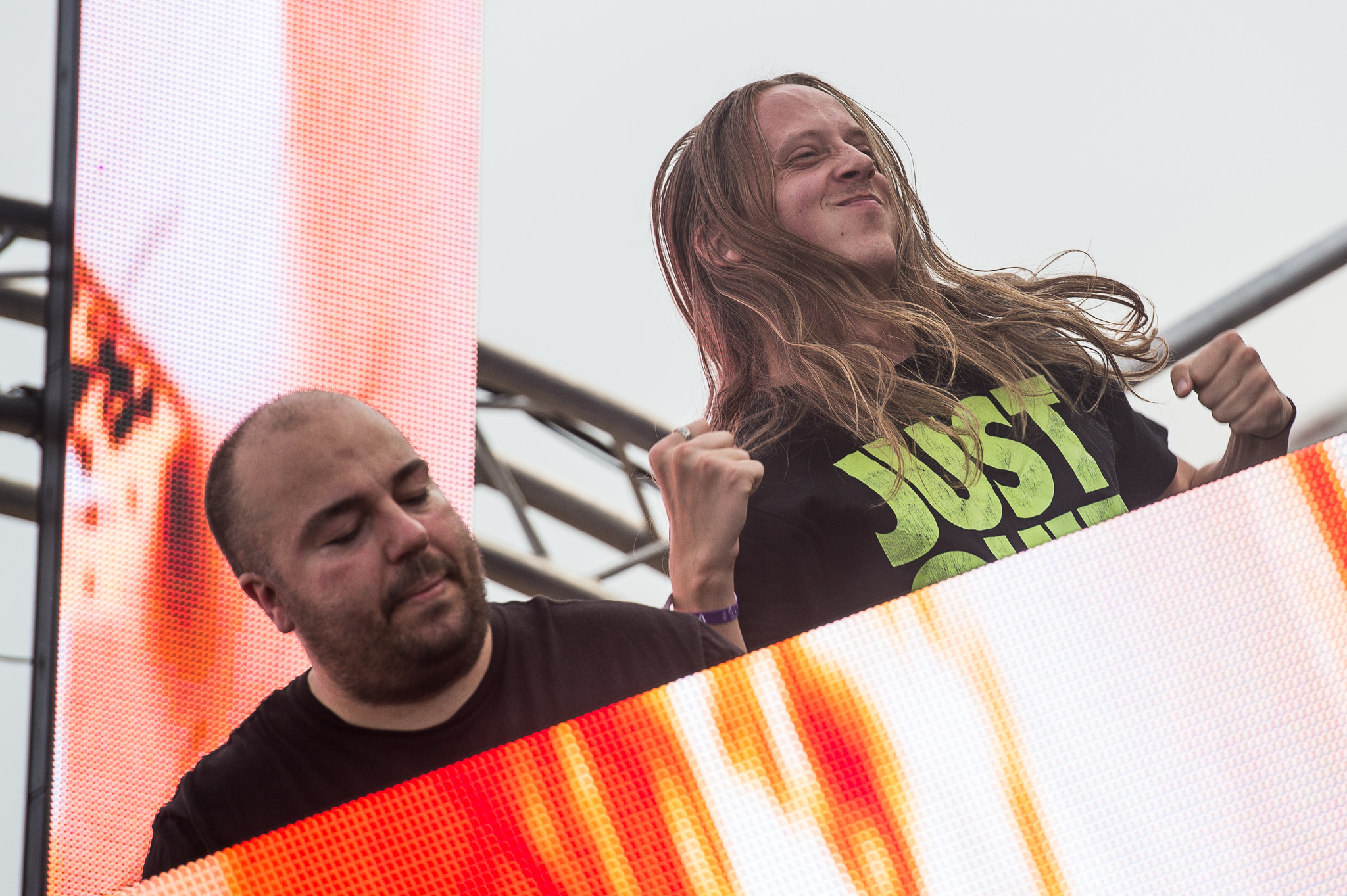
Pegboard Nerds (2016)

Pegboard Nerds je dánská / norská elektronická hudební skupina, kterou tvoří Alexandra Odden a Michael Parsberg. Produkují Dubstep, Electro, Drumstep, glitch hop a Trap.

## Diskografie
Extended play-e
- "We Are One EP" (featuring Splitbreed)
- "Guilty Pleasures EP"
- "The Lost Tracks EP"
- "High Roller (The Remixes)" (featuring Splitbreed)
- "Bassline Kickin' (The Remixes)"
- "The Uncaged Remixes"
- "Bring the Madness Remixes" (with Excision) (featuring Mayor Apeshit)
- "Full Hearts EP"

Singly
- "Ingen anden drøm" (Pegboard Nerds vs. Morten Breum) (English: No Other Dream)
- "High Roller"
- "2012 (Det Derfor)" feat. Dice & Joey Moe (2012) (English: 2012 (That's Why))
- "Gunpoint"
- "So What"
- "Revenge Of The Nerds" (Free D/L)
- "Disconnected"
- "Lawless" (Free D/L)
- "Pressure Cooker"
- "Rocktronik" (Free D/L)
- "Fire In The Hole"
- "Self Destruct"
- "Razor Sharp" (with Tristam)
- "Frainbreeze" (Free D/L)
- "This Is Not The End" (with Krewella)
- "Coffins" (Pegboard Nerds x MisterWives) (Free D/L)
- "Bassline Kickin"
- "Hero" (featuring Elizaveta)
- "New Style"
- "Here It Comes"
- "BADBOI" (Free D/L)
- "Emergency" (featuring Nothing But Thieves)
- "Who The Fuck Is Paul McCartney!?" (Free D/L)
- "Bring the Madness" (with Excision) (featuring Mayor Apeshit)
- "Blackout"

Remixy
- Skrillex & Damian Marley – "Make It Bun Dem"
- MSD & Jillian Ann – "Quiet Riot"
- Blake McGrath – "Motion Picture"
- Krewella – "Alive"
- Krewella – "Live For the Night"
- Morten Breum – "Larva (Far Away)"
- Mat Zo – "Lucid Dreams"
- J.Viewz – "Far Too Close"
- I See MONSTAS – "Evolution"
- Kairo Kingdom – "Don't Shake"
- Adventure Club – "Wonder (feat. The Kite String Tangle)"

Ostatní
- Infected Mushroom - "Nerds on Mushrooms"